# McGrath (Alaska)
McGrath – jednostka osadnicza w Stanach Zjednoczonych, w stanie Alaska, w okręgu Yukon–Koyukuk. Znajduje się tu port lotniczy McGrath.